# Sinfonietta de Oslo
A Sinfonietta de Oslo é uma orquestra clássica contemporânea, baseada na Academia Estatal de Música, fundada pelo compositor Asbjørn Schaatun e desde 1933 é representada por quarenta músicos da Orquestra Filarmônica de Oslo, da Orquestra da Ópera Estatal Norueguesa, a Orquestra da Rádio Norueguesa e músicos freelances. A Sinfonietta de Oslo significa o fórum de inovação musical, apresentado músicas de grandes compositores contemporâneos e estreando obras de novos compositores. 